# The Barry Award
The Barry Award er en amerikansk litteraturpris for kriminalromaner. Den er blevet uddelt hvert år siden 1997 af redaktørerne bag bladet Deadly Pleasures, et amerikansk blad for krimilæsere, der udkommer fire gange om året. Fra 2007-2009 blev prisen uddelt i samarbejde med bladet Mystery News. Prisen er opkaldt efter Barry Gardner, en amerikansk anmelder.

## Vindere

### 2021
- Bedste roman: S. A. Cosby for Blacktop Wasteland
- Bedste debutroman: David Heska Wanbli Weiden for Winter Counts
- Bedste Paperback Original: James W. Ziskin for Turn to Stone
- Bedste Thriller: Thomas Perry for Eddie's Boy[2]

### 2020
- Bedste roman: Jane Harper, for The Lost Man
- Bedste debutroman: Soren Sveistrup for The Chestnut Man
- Bedste Paperback Original: Rick Mofina, for Missing Daughter
- Bedste Thriller: Adrian McKinty, for The Chain
- Mystery/Crime Novel of the Decade: Robert Crais for Suspect[3]

### 2019
- Bedste roman: Lou Berney, for November Road[4]
- Bedste debutroman: C.J. Tudor, for The Chalk Man
- Bedste Paperback Original: Dervla McTiernan, for The Ruin[5]
- Bedste Thriller: Dan Fesperman, for Safe Houses

### 2018
- Bedste roman: Karen Dionne, for The Marsh King's Daughter
- Bedste debutroman: Jane Harper, for The Dry
- Bedste Paperback Original: Allen Eskens, for The Deep Dark Descending
- Bedste Thriller: Meg Gardiner, for Unsub

### 2017
- Bedste roman: Louise Penny, for A Great Reckoning
- Bedste debutroman: Nicholas Petrie, for The Drifter
- Bedste Paperback Original: Adrian McKinty, for Rain Dogs
- Bedste Thriller: Joseph Finder, for Guilty Minds

### 2016
- Bedste roman: C. J. Box, for Badlands
- Bedste debutroman: Ausma Zehanat Khan, for The Unquiet Dead
- Bedste Paperback Original: Lou Berney, for The Long and Faraway Gone
- Bedste Thriller: Taylor Stevens, for The Mask

### 2015
- Bedste roman: Greg Iles, for Natchez Burning
- Bedste debutroman: Julia Dahl, for Invisible City
- Bedste Paperback Original: Allen Eskens, for The Life We Bury
- Bedste Thriller: Michael Koryta, for Those Who Wish Me Dead

### 2014
- Bedste roman: William Kent Krueger, for Ordinary Grace
- Bedste debutroman: Barry Lancet, for Japantown
- Bedste thriller: Taylor Stevens, for The Doll
- Bedste Paperback Original: Adrian McKinty, I Hear the Sirens in the Street

### 2013
- Bedste roman: Peter May, for The Blackhouse[6]
- Bedste debutroman: Julia Keller, for A Killing in the Hills
- Bedste thriller: Daniel Silva, for The Fallen Angel
- Bedste Paperback Original: Susan Ella McNeal, for Mr Churchill's Secretary

### 2012
- Bedste roman: Jussi Adler-Olsen, for The Keeper of Lost Causes (Kvinden i buret)
- Bedste debutroman: Taylor Stevens, for The Informationist
- Bedste britiske roman: Peter James, for Dead Man's Grip
- Bedste thriller: Thomas Perry, for The Informant
- Bedste Paperback Original: Michael Stanley, for Death of the Mantis
- Bedste Short Story: Jeffrey Cohen, for "The Gun Also Rises"

### 2011
- Bedste roman: Steve Hamilton, for The Lock Artist
- Bedste debutroman: Paul Doiron, for The Poacher's Son
- Bedste britiske roman: Reginald Hill, for The Woodcutter
- Bedste thriller: Deon Meyer, for Thirteen Hours
- Bedste Paperback Novel: Val McDermid, for Fever of the Bone
- Bedste Short Story: Loren D. Estleman, for The List

### 2010
- Bedste roman: John Hart for The Last Child
- Bedste debutroman: Alan Bradley for The Sweetness at the Bottom of the Pie
- Bedste britiske roman: Philip Kerr for If The Dead Not Rise
- Bedste Paperback-roman: Bryan Gruley for Starvation Lake
- Bedste thriller: Jamie Freveletti for Running from the Devil
- Mystery/Crime Novel Of The Decade: Stieg Larsson for The Girl with the Dragon Tattoo
- Bedste Short Story Brendan Dubois for "The High House Writer"

### 2009
- Bedste roman: Arnaldur Indridason for The Draining Lake
- Bedste debutroman: Tom Rob Smith for Child 44
- Bedste britiske roman: Stieg Larsson for The Girl with the Dragon Tattoo
- Bedste Paperback Novel: Julie Hyzy for State of the Onion
- Bedste thriller: Brett Battles for The Deceived
- Bedste Short Story James O. Born for "The Drought"

### 2008
- Bedste roman: Laura Lippman, for What the Dead Know
- Bedste thriller: Robert Crais, for The Watchman
- Bedste britiske roman: Edward Wright, for Damnation Falls
- Bedste Paperback Novel: Megan Abbott, for Queenpin
- Bedste debutroman: Tana French, for In the Woods

### 2007
- Bedste roman: George Pelecanos, for The Night Gardener
- Bedste thriller: Daniel Silva, for The Messenger
- Bedste britiske roman: Ken Bruen, for Priest
- Bedste Paperback Novel: Sean Doolittle, for The Cleanup
- Bedste debutroman: Louise Penny, for Still Life
- Bedste Short Story: Brendan DuBois, for "The Right Call"

### 2006
- Bedste roman: Thomas H. Cook, for Red Leaves
- Bedste thriller: Joseph Finder, for Company Man
- Bedste britiske roman: Denise Mina, for The Field of Blood
- Bedste Paperback Novel: Reed Farrel Coleman, for The James Deans
- Bedste debutroman: Stuart MacBride, for Cold Granite
- Bedste Short Story: Nancy Pickard, for "There is No Crime on Easter Island"

### 2005
- Bedste roman: Lee Child, for The Enemy
- Bedste thriller: Barry Eisler, for Rain Storm
- Bedste britiske roman: John Harvey, for Flesh & Blood
- Bedste Paperback Original: Elaine Flinn, for Tagged for Murder
- Bedste debutroman: Carlos Ruiz Zafón, for The Shadow of the Wind
- Bedste Short Story: Edward D. Hoch, for "The War in Wonderland"

### 2004
- Bedste roman: Laura Lippman, for Every Secret Thing
- Bedste Britiske roman: Val McDermid, for The Distant Echo
- Bedste Paperback Original: Jason Starr, for Tough Luck
- Bedste debutroman: P. J. Tracy, for Monkeewrench
- Bedste Short Story: Robert Barnard, for "Rogues' Gallery"

### 2003
- Best Novel: Michael Connelly, for City of Bones
- Best British Crime Novel: John Connolly, for The White Road
- Best Paperback Original: Danielle Girard, for Cold Silence
- Best First Novel: Julia Spencer-Fleming, for In the Bleak Midwinter

### 2002
- Bedste roman: Dennis Lehane, for Mystic River
- Bedste Britiske roman: Stephen Booth, for Dancing with the Virgins
- Bedste Paperback Original: Deborah Woodworth, for Killing Gifts
- Bedste debutroman: C. J. Box, for Open Season

### 2001
- Bedste hardcover roman: Nevada Barr, for Deep South
- Bedste Britiske roman: Stephen Booth, for Black Dog
- Bedste Paperback roman: Eric Wright, for The Kidnapping of Rosie Dawn
- Bedste debutroman: David Liss, for A Conspiracy of Paper

### 2000
- Bedste roman: Peter Robinson, for In a Dry Season
- Bedste Britiske roman: Val McDermid, for A Place of Execution
- Bedste paperback Original: Robin Burcell, for Every Move She Makes
- Bedste debutroman: Donna Andrews, for Peacocks

### 1999
- Bedste roman: Reginald Hill, for On Beulah Height and Dennis Lehane for Gone, Baby, Gone
- Bedste debutroman: William Kent Krueger, for Iron Lake

### 1998
- Bedste roman: Michael Connelly, for Trunk Music
- Bedste Paperback Original: Harlan Coben, for Backspin
- Bedste debutroman: Lee Child, for Killing Floor

### 1997
- Bedste roman: Peter Lovesey, for Bloodhounds
- Bedste Paperback Original: Susan Wade, for Walking Rain
- Bedste debutroman: Charles Todd, for Test of Wills
- Bedste Non-Fiction: Willetta L. Heising, for Detecting Women 2